# 兵庫県保育所一覧
兵庫県保育所一覧（ひょうごけんほいくしょいちらん）は、兵庫県の保育所の一覧。

## 公立保育所

### 神戸市

#### 北区
- 神戸市立山の街保育所
- 神戸市立桜の宮保育所
- 神戸市立鈴蘭台南町保育所
- 神戸市立鈴蘭台西町保育所
- 神戸市立西鈴蘭台保育所
- 神戸市立君影保育所
- 神戸市立ひよどり台保育所
- 神戸市立からと保育所

#### 西区
- 神戸市立玉津保育所
- 神戸市立押部谷保育所
- 神戸市立枝吉保育所
- 神戸市立王塚台保育所

#### 垂水区
- 神戸市立多聞台保育所
- 神戸市立上高丸保育所
- 神戸市立奥ノ池保育所
- 神戸市立星陵台保育所
- 神戸市立乙木保育所
- 神戸市立本多聞保育所
- 神戸市立川原保育所
- 神戸市立千鳥が丘保育所
- 神戸市立東高丸保育所
- 神戸市立向陽保育所

#### 須磨区
- 神戸市立須磨保育所
- 神戸市立村雨保育所
- 神戸市立禅昌寺保育所
- 神戸市立たかとり保育所
- 神戸市立高倉台保育所
- 神戸市立千歳保育所
- 神戸市立菅の台保育所
- 神戸市立竜が台保育所

#### 長田区
- 神戸市立長田保育所
- 神戸市立菅原保育所
- 神戸市立神楽保育所
- 神戸市立駒ヶ林保育所
- 神戸市立本庄保育所
- 神戸市立五位ノ池保育所
- 神戸市立新長田保育所
- 神戸市立重池保育所
- 神戸市立駒栄保育所
- 神戸市立房王寺保育所
- 神戸市立細田保育所
- 神戸市立明泉寺保育所
- 神戸市立長田東保育所
- 神戸市立浪松保育所
- 神戸市立しりいけ保育所

#### 兵庫区
- 神戸市立兵庫保育所
- 神戸市立御崎保育所
- 神戸市立運南保育所
- 神戸市立松原保育所
- 神戸市立羽坂保育所
- 神戸市立平野保育所
- 神戸市立小河保育所
- 神戸市立大同保育所

#### 中央区
- 神戸市立葺合保育所
- 神戸市立生田保育所
- 神戸市立たちばな保育所
- 神戸市立みなと保育所
- 神戸市立旗塚保育所
- 神戸市立宮本保育所
- 神戸市立二宮保育所
- 神戸市立神若保育所
- 神戸市立古湊保育所

#### 灘区
- 神戸市立灘保育所
- 神戸市立西灘保育所
- 神戸市立石屋川保育所
- 神戸市立八幡保育所
- 神戸市立倉石保育所
- 神戸市立桜ヶ丘保育所
- 神戸市立桜ヶ丘保育所鶴甲分室

#### 東灘区
- 神戸市立東灘本庄保育所
- 神戸市立魚崎保育所
- 神戸市立住吉公園保育所
- 神戸市立御影保育所
- 神戸市立渦森台保育所
- 神戸市立本山保育所
- 神戸市立中野保育所
- 神戸市立瀬戸保育所
- 神戸市立田中保育所
- 神戸市立浜御影保育所
- 神戸市立北青木保育所

### 洲本市
- 洲本市立洲本保育所
- 洲本市立中川原保育所
- 洲本市立安乎保育所
- 洲本市立由良保育所
- 洲本市立都志保育園
- 洲本市立鮎原保育園
- 洲本市立広石保育園
- 洲本市立鳥飼保育園
- 洲本市立堺保育園

### 三木市
- 三木市立上の丸保育所
- 三木市立別所保育所
- 三木市立志染保育所
- 三木市立吉川保育所

### 南あわじ市
- 南あわじ市立倭文保育園
- 南あわじ市立広田保育園
- 南あわじ市立榎列保育所
- 南あわじ市立二宮保育所
- 南あわじ市立八木保育所
- 南あわじ市立市保育所
- 南あわじ市立神代保育所
- 南あわじ市立志知保育所
- 南あわじ市立ちどり保育所
- 南あわじ市立賀集保育所
- 南あわじ市立北阿万保育所
- 南あわじ市立阿万保育所
- 南あわじ市立灘保育所

### 淡路市
- 淡路市立塩田保育園
- 淡路市立中田保育園
- 淡路市立生穂保育園
- 淡路市立大町保育園
- 淡路市立石屋小学校附属幼稚園
- 淡路市立岩屋保育所
- 淡路市立富島保育所
- 淡路市立北淡保育所
- 淡路市立育波保育所
- 淡路市立室津保育所
- 淡路市立尾崎保育園
- 淡路市立郡家保育園
- 淡路市立多賀保育所
- 淡路市立江井保育所
- 淡路市立山田保育所
- 淡路市立浦保育所
- 淡路市立仮屋保育所
- 淡路市立釜口保育所

## 私立保育所

### 洲本市
- 洲本保育園
- 千草保育所
- 大野保育所

### 三木市
- 神和保育園
- エンゼル保育園
- 一粒園保育所
- 清心保育園
- ひろの保育園
- 羽場保育園
- えびす保育園
- いずみ保育園
- 自由ヶ丘保育園
- あけぼの保育園

### 南あわじ市
- 松帆北保育園
- 松帆南保育園
- 福良保育園
- ぬしま保育園

### 淡路市
- 志筑保育園
- 恵泉保育園
- 佐野保育園